# Sylwester (Stragorodski)
Sylwester, imię świeckie Simieon Ignatjewicz Stragorodski (ur. 1725 w Carskim Siole, zm. 7 października?/19 października 1802 w Moskwie) – rosyjski biskup prawosławny.

## Życiorys
Był synem nadwornego kapelana. W 1736 wstąpił do seminarium duchownego przy Ławrze św. Aleksandra Newskiego, jednak po ośmiu latach przerwał naukę z powodu choroby oczu. Po zaleczeniu choroby na nowo podjął studia, a po ich ukończeniu został wykładowcą w niższych klasach seminarium. W 1748 złożył wieczyste śluby mnisze. W 1753 został prefektem seminarium, a po trzech latach - jego rektorem.
W 1760 otrzymał godność archimandryty i został przełożonym Monasterem Wysoko-Pietrowskiego. Następnie został przeniesiony do służby duszpasterskiej w Perejasławiu Zaleskim, gdzie był rektorem seminarium duchownego i przełożonym monasteru św. Nikity. 23 grudnia 1761 przyjął chirotonię biskupią i został biskupem perejasławsko-zaleskim. Po siedmiu latach został przeniesiony na katedrę kruticką. Był autorem duchownych pism i pouczeń, w których krytykował upadek moralny współczesnego mu społeczeństwa i zalecał utworzenie nowych eparchii Rosyjskiego Kościoła Prawosławnego, by skuteczniej propagować prawosławie i zwalczać przesądy.
W 1771 został przeniesiony w stan spoczynku, gdyż solidaryzował się z biskupem Arseniuszem (Maciejewiczem), uwięzionym w twierdzy Rewel za sprzeciwianie się sekularyzacji dóbr kościelnych. Jako jego miejsce pobytu wyznaczono Monaster Nikoło-Ugrieski w Moskwie, zaś w 1785 - monaster Nowe Jeruzalem. W 1785 został przeniesiony do Monasteru Spaso-Andronikowskiego, gdzie żył na prawach przełożonego. Zmarł w 1802 i został pochowany na terenie tegoż klasztoru.